# Deltote armilla
Deltote armilla is een vlinder van de familie van de uilen (Noctuidae). De wetenschappelijke naam van deze soort is voor het eerst voorgesteld als Anthophila armilla door Max Saalmüller in een publicatie uit 1891.
De soort komt voor op Madagaskar.